# جوناثان سميث
جوناثان سميث (بالإنجليزية: Jonathan Smith)‏ (31 أكتوبر 1988 المملكة المتحدة - ) هو لاعب كرة قدم بريطاني يلعب كمهاجم.

## روابط خارجية
- جوناثان سميث على موقع قاعدة بيانات كرة القدم.إي يو (الإنجليزية)
- جوناثان سميث على موقع Soccerbase.com (لاعب) (الإنجليزية)